# Flames (film 1926)
Flames è un film del 1926 diretto da Lewis H. Moomaw, che venne prodotto e distribuito dall'Associated Exhibitors.

## Produzione
Il film, che venne girato a Portland, nell'Oregon, fu prodotto dall'Associated Exhibitors, una piccola compagnia di produzione e distribuzione attiva dal 1920 al 1926.

## Distribuzione
Il copyright del film, richiesto dalla Associated Exhibitors, Inc., fu registrato il 17 maggio 1926 con il numero LU22727. Negli Stati Uniti, uscì nelle sale il 15 settembre 1926, distribuito dall'Associated Exhibitors. Nel 1928, con il titolo tradotto in Die Hütte der Todesangst, fu distribuito anche in Austria e, il 10 aprile 1930, in Ungheria con il titolo Ég az erdő.